# ゲニピン
ゲニピン(Genipin)は、Genipa americanaの果実の抽出物に存在する化学物質である。クチナシの果実に含まれるゲニポシドと呼ばれるイリドイド配糖体のアグリコンでもある。
ゲニピンは、タンパク質、コラーゲン、ゼラチン、キトサン等に対する天然の架橋剤として振る舞う。急性毒性は低く、静脈注射による半数致死量はマウスで 382 mg/kgであり、グルタルアルデヒドやその他の、一般的に用いられる非天然架橋剤よりもずっと毒性が低い。さらにゲニピンは、ドラッグデリバリーの調整剤としてや、クチナシ青色素の原材料、アルカロイド有機合成の中間体等としても用いられる。
In vitro実験では、ゲニピンはUCP2酵素の活性を阻害することが示されている。